# کاروانسرای بازار
کاروانسرای بازار مربوط به دوره قاجار است و در نطنز، خیابان مالک اشتر، در حاشیه بازار قدیمی واقع شده و این اثر در تاریخ ۲۲ آبان ۱۳۸۶ با شمارهٔ ثبت ۱۹۸۶۳ به‌عنوان یکی از آثار ملی ایران به ثبت رسیده است.